# Sławomir Czerwiński

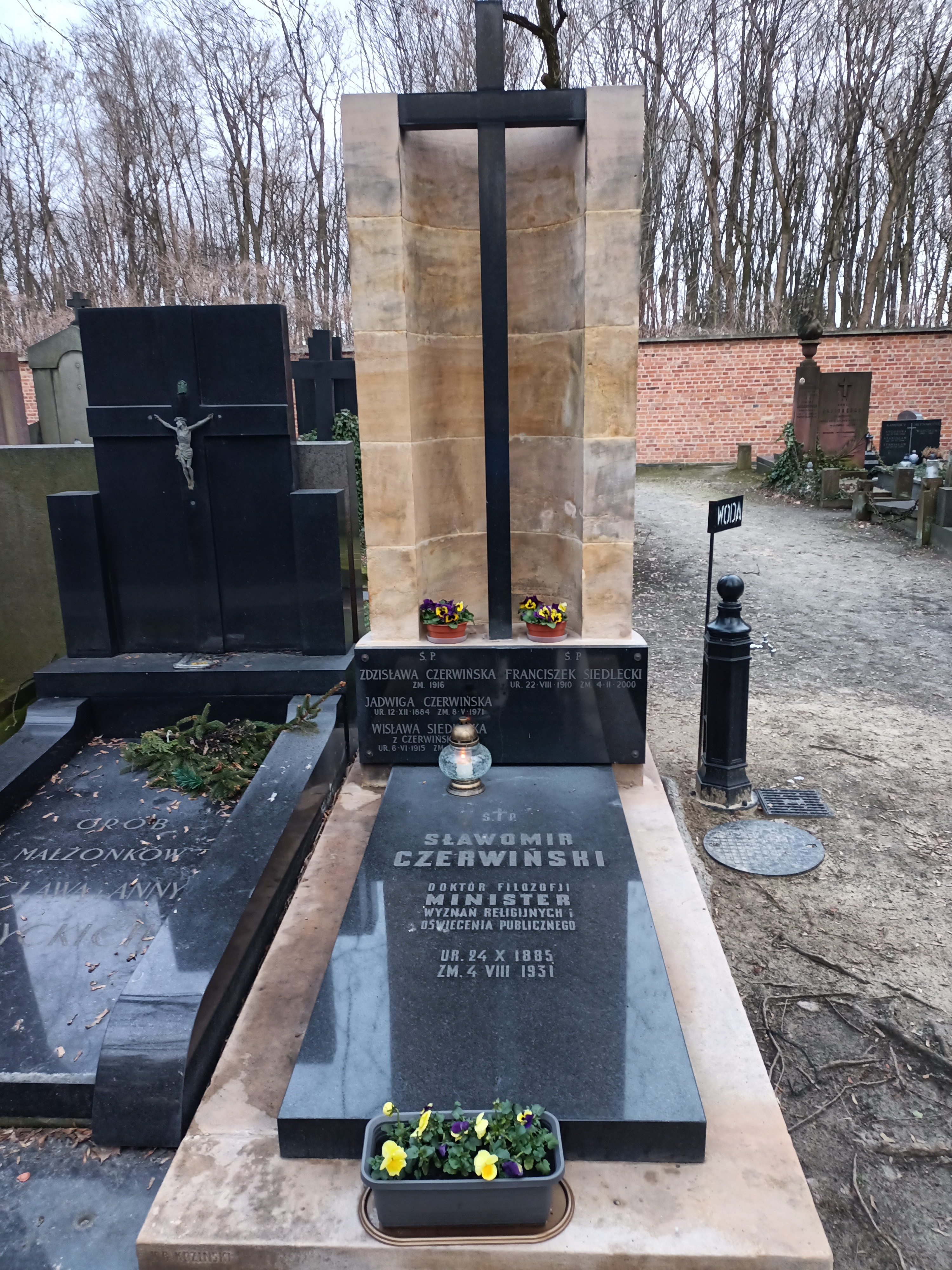
Grób Sławomira Czerwińskiego na cmentarzu Powązkowskim

Sławomir Czerwiński (ur. 24 października 1885 w Sompolnie, zm. 4 sierpnia 1931 w Warszawie) – polski działacz państwowy, pedagog, minister wyznań religijnych i oświecenia publicznego, ewangelik reformowany i wolnomularz.

## Życiorys
Był synem zastępcy notariusza Ludwika oraz Walentyny z domu Rudnickiej. W wieku 10 lat, w 1895 r., Czerwiński rozpoczął naukę w Męskim Gimnazjum Klasycznym w Kaliszu. Podczas nauki zaangażował się konspiracyjnie w pracę młodzieżowej organizacji „Przyszłość”, która szerzyła idee patriotyczne. 31 lutego 1905 roku w szkole został zorganizowany strajk, któremu Czerwiński przewodził. Zgłoszono postulat m.in. o wprowadzeniu nauki języka polskiego. W wyniku tych działań został relegowany ze szkoły. Maturę zdał rok później w IV Gimnazjum w Krakowie jako ekstern. Następnie rozpoczął studia na Uniwersytecie Jagiellońskim z filologii polskiej, filozofii i pedagogiki.
Po studiach został nauczycielem języka polskiego w prywatnych szkołach średnich, w latach 1910–1912 w szkole handlowej w Koninie, 1912–1915 w gimnazjum męskim i żeńskich szkołach średnich w Piotrkowie, a 1915–1918 dyrektorem Gimnazjum im. Joachima Chreptowicza w Ostrowcu Świętokrzyskim. Pracował też nad pracą doktorską Elżbieta z Krasińskich Jaraczewska, którą obronił 19 czerwca 1923 na Uniwersytecie Jagiellońskim.

### II Rzeczpospolita
Po odzyskaniu przez Polskę niepodległości, w 1919 r. rozpoczął pracę jako starszy referent w Ministerstwie Wyznań Religijnych i Oświecenia Publicznego. Rok później został radcą ministerialnym. Stopniowo awansował na dyrektor Departamentu, podsekretarza stanu, a 14 kwietnia 1929 roku  został mianowany ministrem wyznań religijnych i oświecenia publicznego w rządzie Kazimierza Świtalskiego. Pełnił tę rolę w kolejnych rządach, aż do 4 marca 1931 roku. W lutym 1929 r. Czerwiński doprowadził do powołania stałej komisji, która w obrębie ministerstwa zajmowała się koordynacją działalności jego departamentów. Pracował nad usprawnieniem zarówno polskiej oświaty, jak i samego ministerstwa. Uruchomił m.in. Państwowy Instytut Nauczycielski w Warszawie, a także szereg innych instytucji pedagogicznych; w okresie pełnienia przez niego funkcji ministra podjęto prace nad opracowaniem statutu Polskiej Akademii Literatury i Funduszu Kultury Narodowej. Przyczynił się także do utworzenia Instytutu Propagandy Sztuki i Ukraińskiego Instytutu Naukowego w Warszawie.   Doprowadził do rozwoju szkolnictwa zawodowego. Czerwiński był za utrzymaniem modelu siedmioklasowej szkoły powszechnej z obowiązkowym bezpłatnym nauczaniem. Minister współtworzył koncepcję wychowania obywatelsko- państwowego, której założeniem było wpajanie przekonania o sile państwa polskiego, wprowadzając przy tym  kult osoby marszałka Piłsudskiego, jako ojca i obrońcy niepodległości. Program reform ministra spotykał się ze sprzeciwem ugrupowań opozycyjnych, przede wszystkim Narodowej Demokracji. Czerwiński był krytykowany za upolitycznienie nauczania, wprowadzenie zależności między pedagogiką narodową a państwową, politykę oświatową wobec szkół mniejszości narodowych, a także model relacji między pedagogiką państwową a religią. 
Za jego kadencji utworzono : Wyższą Szkołę Muzyczną, Instytut Propagandy Sztuki oraz Centralne Biuro Inwentaryzacyjne.

### Okresy sprawowania urzędy ministra[3]
14.04 – 07.12.1929 – rząd Kazimierza Świtalskiego
p.o. 07 – 29.12.1929
29.12.1929 – 17.03.1930 – Piąty rząd Kazimierza Bartla
p.o 17 – 29.03.1930
29.03 – 23.08. 1930 – rząd Walerego Sławka
p.o. 23 – 25.08.1930
25.08. – 04.12.1930 -  Drugi rząd Józefa Piłsudskiego
04.12.1930 - 26.05. 1931 – Drugi rząd Walerego Sławka
p.o. 26 - 27.05.1931
27.05. – 04.08.1931 – rząd Aleksandra Prystora

## Kontrowersje po śmierci
Zmarł 4 sierpnia 1931 roku. Okoliczności jego śmierci i pogrzebu stały się okazją sporu na linii Kościół katolicki-kościoły ewangelickie oraz na linii Kościół-państwo. Jako dojrzały człowiek przeszedł na kalwinizm, którego był praktykującym wyznawcą. W ostatnim stadium jego choroby zajmowały się nim zakonnice, które twierdziły, że w ostatnim dniu przeszedł na katolicyzm. Ewangelicy podkreślali, że to niemożliwe, gdyż przez ostatnie trzy dni swego życia był zupełnie nieprzytomny. Pomimo ich protestów urządzono mu katolicki pogrzeb, a żałobną mszę sprawowało kilku biskupów. Odmówili oni jednak pójścia za konduktem żałobnym, twierdząc, że będąc ministrem działał na niekorzyść katolicyzmu i opowiadał się za świecką edukacją. To doprowadziło z kolei do sporu biskupa Stanisława Galla z Józefem Piłsudskim. Został pochowany 7 sierpnia 1931 na cmentarzu Stare Powązki w Warszawie (kwatera 196-6-30).
W 2022 roku Fundacja ,,Stare Powązki" na zlecenie i ze środków Kancelarii Prezesa Rady Ministrów, w ramach projektu odrestaurowywania grobów ministrów II RP, odnowiła grób Czerwińskiego.

## Życie prywatne
Czerwiński był dwukrotnie żonaty.  Pierwszy raz ożenił się ze Zdzisławą z domu Drzewiecką (zmarła w 1915 r.), z którą miał troje dzieci: Dobrosławę, Zdobysława Tadeusza i Wiesławę Kazimierę. W 1925 r., wziął ślub z Jadwigą z domu Pietruszkiewicz, przy czym zmienił wyznanie z rzymskokatolickiego na kalwińskie. 

## Odznaczenia
„Za wybitne zasługi na polu oświaty” 24 października 1931 został pośmiertnie odznaczony przez prezydenta Ignacego Mościckiego Wielką Wstęgą Orderu Odrodzenia Polski.

## Publikacje
- O nowy ideał wychowawczy (1934, wyd. 2, rozsz.)